# Dohrniphora paolii
Dohrniphora paolii är en tvåvingeart som beskrevs av Schmitz 1928. Dohrniphora paolii ingår i släktet Dohrniphora och familjen puckelflugor. Inga underarter finns listade i Catalogue of Life.